# Egged On
Egged On és un curtmetratge mut de 1926 produït i protagonitzat per Charles R. Bowers, dirigit pel mateix Bowers juntament amb Harold L. Muller i Ted Sears.

## Argument
Arran de la caiguda accidental d'ous d'un ampit de finestra al diari que estava llegint, el protagonista s'adona que pot fer fortuna inventant una màquina que fa que els ous siguin irrompibles. Després d'un mes de treball, un cop desenvolupat el projecte, ha de trobar un finançador per construir la màquina, però els seus primers intents no tenen èxit. Després d'una altra negativa, es troba amb el secretari de l'associació internacional de transportistes d'ous, que està entusiasmat. Mentre explica els detalls, veu passar per casualitat la seva cosina, de qui està enamorat i a qui segueix fins que aconsegueix ensenyar-li el projecte. Això li permet tenir disponible com a laboratori el graner del pare de la noia, en el qual construirà la màquina.
Quan l'associació li proposa una demostració, el protagonista té dificultats per muntar un cistell d'ous. Fins i tot quan ho aconsegueix, involuntàriament els trenca, fins que aconsegueix amb artimanyes llevar-los d'un pagès, assegurant-los al compartiment del motor d'un cotxe. El resultat serà que els ous, preparats per incubar, es desclouen, donant a llum no pollets sinó cotxes petits.
Sorprès, el protagonista sembla tenir un cop de sort quan troba un ou covat per una gallina en una caixa de dinamita. La demostració de l'eficàcia de la màquina inventada, encara que reeixida, a causa d'aquest ou tindrà, en definitiva, efectes desastrosos per al graner i la gent.

## Enllaçose externs
- Egged On a YouTube